# Kim Clijsters
Kim Clijsters (uttal /kɪm ˈklɛistərs/ (fil)), född 8 juni 1983 i Bilzen, Limburg, är en belgisk högerhänt före detta professionell tennisspelare, flera gånger rankad som nr 1 i världen. Clijsters avslutade sin karriär i maj 2007 till stor del på grund av  skadeproblem. Hon gjorde dock comeback drygt två år senare och fick genast ett wild card till US Open. Clijsters gjorde succé och vann hela turneringen. Hon vann sedan samma turnering 2010 och även Australiska öppna 2011.

## Tenniskarriären
Kim Clijsters började tävlingsspela på ITF-cirkusen redan som 14-åring (1997) och vann sin första större singeltitel 1998 (ITF/Bryssel 1). Hon blev professionell 1997 och har under sin karriär (september 2010) vunnit 39 singel- och 11 dubbeltitlar på WTA-touren och tre titlar vardera i singel och dubbel i ITF-cirkusen. Clijsters har också flera segrar i Grand Slam-turneringar, både i singel och dubbelspel. 2001–2006 (utom 2004) tillhörde hon världens fem högst rankade spelare i singel, och var två gånger världsetta (augusti 2003 och januari 2006). I augusti 2003 rankades hon också som världsetta i dubbel.
Säsongen 1999 vann hon sin första singeltitel i Luxemburg och nådde dessutom fjärde omgången i Wimbledonmästerskapen, där hon förlorade mot Steffi Graf. Samma år tvingade hon Serena Williams till tre set i tredje omgången i US Open. År 2000 vann hon två singeltitlar och en dubbeltitel, och besegrade i olika turneringar toppspelare som Conchita Martínez, Nathalie Tauziat och Arantxa Sánchez Vicario. Året därpå, 2001, vann hon tre singeltitlar och nådde sin första GS-final i singel, Franska öppna. Hon förlorade denna mot Jennifer Capriati, i en mycket jämn, spännande match med ett rekordlångt avgörande set. Clijsters förlustsiffror blev 6–1, 4–6, 10–12.
År 2002 nådde Kim Clijsters semifinalen i Australiska öppna. Under året besegrade hon också för första gången världsettan Lindsay Davenport. Hon vann också för första gången the Season Ending WTA Tour Championship, trots en överarmsskada tidigare under hösten.   
År 2003 blev Clijsters hittills bästa säsong då hon nådde minst semifinal i 20 av 21 turneringar, hon spelade 15 finaler och vann nio av dessa. Hon placerade sig överst på WTA-rankingen i augusti 2003 bland annat efter seger i grusturneringen Italienska öppna (finalseger över Amélie Mauresmo). Hon nådde också singelfinalen i såväl Franska öppna som i US Open, men förlorade båda gångerna mot Justine Henin-Hardenne, som efter vinsten i US Open övertog förstaplasten. Clijsters vann samma år dubbeltiteln i både Franska öppna och Wimbledon, båda gångerna tillsammans med japanskan Ai Sugiyama.  
År 2004 drabbades Clijsters av en fotledsskada. Hon spelade trots detta final i Austraiska öppna (förlust mot Henin-Hardenne). På sommaren tvingades hon genomgå en fotledsoperation och tvingades⁰ vila i stort sett resten av säsongen. Clijsters var dock tillbaka säsongen 2005 i högform och vann hela tio titlar under året, däribland sin första Grand Slam-turnering, US Open, den 10 september 2005. Hon tog titeln efter finalseger över Mary Pierce (6–3, 6–1). I januari 2006 spelade hon semifinal i Australiska öppna (förlust mot Mauresmo).
Kim Clijsters deltog i det belgiska Fed Cup mellan 2000 och 2005. Hon spelade 20 matcher och vann 18 av dessa. År 2001 segrade det belgiska laget i världsfinalen över Ryssland. Clijsters besegrade då Jelena Dementieva (6–0, 6–4).
I maj 2007 meddelade Clijsters  att hon skulle avsluta sin karriär på grund av stora problem med skador.
I augusti 2009 gjorde hon dock comeback i Cincinnatis WTA-turnering, detta efter att bland annat ha fött barn året innan. I US Open i september nådde hon oseedad finalen genom segrar över bland andra Venus Williams och Serena Williams. Hon vann finalmatchen mot danskan Caroline Wozniacki med siffrorna 7–5, 6–3. Segern innebar att Clijsters vann sin andra Grand Slam-titel, en prestation som skall ses i ljuset av ett tvåårigt speluppehåll och endast två månader efter det att hon återupptagit träningen.
Clijsters vann även US Open 2010, då hon besegrade ryskan Vera Zvonarjova med utklassningssiffrorna 6–2, 6–1.
I januari 2011 vann Clijsters singeltiteln i Australiska öppna genom finalseger över kinesiskan Li Na (3-6, 6-3, 6-3). Clijsters tog därmed karriärens fjärde Grand Slam-titel i singel. Clijsters avslutade sin karriär efter att ha blivit utslagen ur 2012 års US Open.

## Spelaren och personen
Kim Clisters spelar en modern krafttennis huvudsakligen från baslinjen med säkra grundslag. Hon har en tvåhandsfattad backhand. Hon har nederländska som modersmål. Hennes pappa, Lei Clijsters, var tidigare nationell toppspelare i fotboll. Hennes mamma (Els Clijsters) var tidigare elitgymnast. Clijsters yngre syster, Elke, spelar också tennis på WTA-touren.
Hon var under en period förlovad med Lleyton Hewitt, men förhållandet upphörde i oktober 2004. Hon förlovade sig i april 2006 med basketspelaren Brian Lynch. De gifte sig 14 juli 2007 och fick tillsammans dottern Jada Ellie 27 februari 2008.
Kim Clijsters är bosatt i Bree i Belgien.

## Grand Slam-finaler, singel (8)

### Titlar (4)
| År   | Mästerskap        | Finalmotståndare   | Setsiffror    |
| 2005 | US Open           | Mary Pierce        | 6-3, 6-1      |
| 2009 | US Open           | Caroline Wozniacki | 7-5, 6-3      |
| 2010 | US Open           | Vera Zvonarjova    | 6-2, 6-1      |
| 2011 | Australiska öppna | Li Na              | 3-6, 6-3, 6-3 |

### Finalförluster (4)
| År   | Mästerskap        | Finalmotståndare  | Setsiffror      |
| 2001 | Franska öppna     | Jennifer Capriati | 1-6, 6-4, 12-10 |
| 2003 | Franska öppna (2) | Justine Henin     | 6-0, 6-4        |
| 2003 | US Open           | Justine Henin     | 7-5, 6-1        |
| 2004 | Australiska öppna | Justine Henin     | 6-3, 4-6, 6-3   |

## ÖvrigaGrand Slam-titlar
- Franska öppna
  - Dubbel - 2003 (med Ai Sugiyama)
- Wimbledonmästerskapen
  - Dubbel - 2003 (med Ai Sugiyama)

## Utmärkelser
Asteroiden 11947 Kimclijsters är uppkallad efter henne.